# Epia
Epia é um gênero de mariposa pertencente à família Bombycidae.